# روبرتسون، نیوساوت ولز
روبرتسون (به انگلیسی: Robertson) یک شهرک در استرالیا است که در نیو ساوت ولز  واقع شده‌است.